# Hetman i Jurek Filas 40 lat czarnego chleba i czarnej kawy (1974–2014)
Hetman i Jurek Filas 40 lat czarnego chleba i czarnej kawy (1974–2014) – dwunasty album zespołu Hetman.

## Utwory – Hetman i Jurek Filas 40 lat czarnego chleba i czarnej kawy (1974–2014)
1. „Czarny chleb i czarna kawa” – 4:20 (muz. J. Hertmanowski, J. Filas; sł. J. Filas)
2. „Hymn alkoholika” – 3:55 (muz. J. Hertmanowski, J. Filas; sł. J. Filas)
3. „Tęsknota za miłością” – 3:30 (muz. J. Hertmanowski, J. Filas; sł. J. Filas)
4. „Mój anioł” – 3:08 (muz. J. Hertmanowski, J. Filas; sł. J. Filas)
5. „Inny” – 5:14 (muz. J. Hertmanowski, J. Filas; sł. J. Filas)
6. „Moje obrazy” – 3:00 (muz. J. Hertmanowski, j. Filas; sł. J. Filas)
7. „Pean dla kosmonautów” – 3:25 (muz. J. Hertmanowski, J. Filas; sł. J. Filas)
8. „Wiosenna zaduma” – 3:44 (muz. J. Hertmanowski, J. Filas; sł. J. Filas)
9. „Powiedz jak jest” – 3:50 (muz. muz. J. Hertmanowski; sł. R. Tyc, A.Maniuk, J.Hertmanowski)
10. „Pożegnanie (instrumentalny)” – 2:30 (muz. J. Hertmanowski)[1]